# 청암로 (포항시)
청암로(Cheongam-ro)는 대한민국 경상북도 포항시 남구 효자동 공대 나들목 교차로에서 지곡동을 거쳐 낙원교차로까지 연결하는 도로이다.
2009년 12월 1일 도로명 주소 사업에 인해 청암로로 지정되었다.

## 노선 구간

포스텍

- 공대 나들목 교차로
  - 국도 제7호선 (새천년대로)
    - 포항공과대학교 (포스텍)
- 낙원교차로
  - 지곡로

## 차로수
- 왕복 4차로